# 北杜市金田一春彦記念図書館
北杜市金田一春彦記念図書館（ほくとしきんだいちはるひこきねんとしょかん）は、山梨県北杜市の市立図書館。
　山梨県北杜市大泉町（旧大泉村）に山荘を持つ言語学者・金田一春彦から方言に関するものなどの本が大泉村に寄贈されたことをきっかけに、1998年に大泉村八ヶ岳大泉図書館として開館した。
　館内には金田一春彦の蔵書・資料約2万8千点を所蔵し、貸し出しも可能な「金田一春彦ことばの資料館」がある。。また、日本の方言コーナーがあり、ことばに関する資料の収集を行っている。
- 金田一春彦ことばの学校

ことばの資料館の開館を機に、ことばに関するセミナーやワークショップ、コンテストなどを八ヶ岳で開催しようと、地域住民が集まり、金田一春彦を校長に迎えてことばの学校実行委員会の活動が2000年に始まり、同年から八ヶ岳高原ことばの学校として開催され、2004年の第5回からは金田一春彦ことばの学校と名称を改め、2019年まで行われた。

金田一春彦ことばの資料館　日本の方言コーナー（2017年9月19日撮影）

## サービス
- 開館時間[6]
  - 10:00～19:00　
  - 7月第3月曜日～8月31日まで　9:00～19:00
- 休館日
  - 月曜日（月曜日が祝日の場合は火曜日）月末整理日（7月を除く毎月平日の末日）年末年始・特別整理期間
- 館外貸出
  - 図書：15冊まで22日間
  - AV資料：3点まで8日間
- 山梨県立図書館の広域返却サービス
- 国立国会図書館デジタル化資料送信サービス
- フリーWi-Hi

## 定期イベント
- お話の杜
  - 毎週土曜日　午後3時～
  - 対象　幼児
- いずみにこにこタイム
  - 第2水曜日　午前10時30分～
  - 対象　乳幼児
- ブックリサイクル
  - 毎月第1土・日曜日

## 沿革
- 1981年（昭和56年）1月13日 - 大泉村中央公民館図書室として開館[7]
- 1981年（昭和56年）11月 - 大泉村総合会館図書室に名称変更[8]
- 1997年（平成9年） - 金田一春彦蔵書が寄贈される[9]。寄贈後も金田一の求めに応じて蔵書を送っていたという[9]。
- 1998年（平成10年）7月18日 - 現在地に移転し、大泉村八ヶ岳大泉図書館として開館 [10]
- 2004年（平成16年）8月12日 - 大泉村議会臨時会で、図書館の名称を八ヶ岳大泉図書館から大泉金田一春彦記念図書館に変更することを議決。[11]
- 2004年（平成16年）11月1日 - 市町村合併により、北杜市大泉金田一春彦記念図書館として開館[12]
- 2006年（平成18年）4月1日 - 北杜市金田一春彦記念図書館と改称
- 2012年（平成24年） 4月1日 - 閲覧室の増築を行い、平山輝男寄贈による方言資料と浜田義文寄贈による哲学資料の公開を開始。同時に北杜市ゆかりの作家の著作を集めた北杜ゆかりの著者コーナーを開設。[13]
- 2013年（平成25年）       - 平成25年度子どもの読書活動優秀実践図書館として文部大臣表彰[14]
- 2017年（平成29年） 8月31日 - 金田一春彦・平山輝男関連資料のデジタルアーカイブ公開開始[15]